# Haji Wright
Haji Amir Wright (født 27. marts 1998) er en amerikansk professionel fodboldspiller, som spiller for EFL Championship-klubben Coventry City og USA's landshold.

## Karriere
Wright spillede ungdomsfodbold for LA Galaxy fra hjembyen Los Angeles.  I 2015, skrev han en professionel kontrakt med klubben New York Cosmos i den amerikanske NASL.  Det blev dog kun til tre kampe, inden han rykkede til Tyskland.
I april 2016, skriver Wright under med Schalke 04 og var i første omgang tiltænkt U19-holdet.  I hans debut på U19 holdet, scorede han to mål imod Borussia Dortmunds U19-hold.
Wright blev rykket op i Schalkes førsteholdstrup i maj 2017. Han sad første gang på bænken imod FC Ingolstadt den 20. maj 2017. Den 24. november 2018, fik han debut på førsteholdet, da han blev skiftet ind i stedet for Steven Skrzybski i det 88. minut i en 5–2 sejr over FC Nürnberg. Han scorede sit eneste Bundesliga-mål i et 2-1 nederlag til Bayer Leverkusen. 
I juli 2019, tilsluttede han sig VVV-Venlo i den hollandske æresdivision, på en fri transfer. Han spillede 20 kampe og var med til at sikre sit hold en 13. plads i 2019-20 sæsonen. Han scorede dog ingen mål. 
Den 2. august 2020 blev han præsenteret som ny spiller i SønderjyskE, på en 2-årig kontrakt. 
D. 21. juni annoncerede Antalyaspor
fra den tyrkiske Süper Lig, at de havde lejet Haji Wright fra SønderjyskE.
SønderjyskE afviste dog at en låneaftale var underskrevet fra deres side, da der stadig manglede at falde en del ting på plads, før de ville underskrive en aftale.

## Privat
Hajis bror Hanif spiller for Bonner SC's U19-hold. Hajis fætre er også aktive sportsudøvere: Joseph Putu spillede amerikansk fodbold for Florida Gators. Hans anden fætter, Isaac Nana Addai, spillede U-landskampe for Liberia, ligesom han også repræsenterede Boston City FC, hans tredje fætter, Joseph Addai, vandt Super Bowl XLI i 2007, med
Indianapolis Colts. 